# 天使のユートピア
『天使のユートピア』（てんしのユートピア）は、NMB48選抜メンバーの劇場公演である。

## 概要
NMB48選抜メンバーの公演であり、NMB48として初めてのオリジナル公演「ここにだって天使はいる」以来約10年半ぶりとなる全曲新曲の完全オリジナル公演となる。また、NMB48オリジナル公演では初めて秋元康以外の作詞である。
- 公演総合プロデュースは秋元康、サウンドプロデュースはCarlos K.[3]、振付はAKIRA（NMB48チーフダンスインストラクター）、プロデュースは剱持嘉一（NMB48プロジェクトプロデューサー）[4][5]。

2013年11月19日に幕を開けた『ここにだって天使はいる』公演の初日メンバーは、今は全員卒業しています。
その後、約10年半、メンバー達が理想郷を目指して、がむしゃらに挑戦者であり続ける姿勢。
そのメンバーが過ごした10年半と、これから向かう未来を描こうと考えました。
ここからまた新しい物語が始まり、大阪から世界へと羽ばたいていく演目の一つである『天使のユートピア』公演。楽しんでいただければ幸いです。

──プロデューサー 剱持嘉一
- 公演は13人編成。原則NMB48の選抜メンバーが出演するプレミアムな公演となっている[8][9][10][注釈 2]。初日はNMB48 29thシングル「これが愛なのか?」選抜メンバーから13名が出演した[10][12]。センターは塩月希依音が務める[10][13]。
- NMB48卒業生（1期生）の山本彩から「僕らはまだ」、"ぶっ恋呂百花"こと木下百花から「チュッてギュッてグッと♡」が公演曲として提供された[6][7][13][注釈 3]。
- 初日は2024年5月14日[12][14]。タイトル「天使のユートピア」と初日メンバーは事前に公表され[9][15]、初日MCにて、公演のキャプテン泉綾乃と副キャプテン瓶野神音が発表された[13]。
- 公演キャプテンの泉綾乃より、「2013年に幕が開いた『ここにだって天使はいる』公演から約10年半経ちまして、私達メンバーが理想郷を目指してがむしゃらに挑戦し続ける姿やみんなでこれから向かう未来を描いていこう、という想いを込めて付けて頂いた公演タイトルとなります。」と公演タイトルに込められた想いが説明された[14]。

## 公演内容

### 曲目
1. overture（NMB48 ver.） 全NMB48公演共通
2. OUR STORY
3. 青い春よ
4. 愛デンティティ
5. ROUTE48

ユニットコーナー
1. 君はエイリアン
2. チュッてギュッてグッと♡[6][7][13]
3. SPARK
4. 美しく激しく咲く

後半
1. 僕らはまだ[注釈 3]
2. 脇役・学生Z
3. 天使のユートピア
4. 全部抱きしめろ!
5. HOME～ずっと友達～

アンコール
1. 繋ぎ歌～世界の国からこんにちは～
  1. 繋ぎ歌
  2. 世界の国からこんにちは
2. これが愛なのか?[注釈 4]
3. NMB48メドレー
  1. 恋を急げ
  2. 僕だけのSecret time
  3. 僕以外の誰か
4. 永遠のメロディー

### 出演メンバー
- 初日メンバー[9][12][13]

塩月希依音・坂田心咲・小嶋花梨・上西怜・川上千尋・山本望叶・安部若菜・泉綾乃・新澤菜央・瓶野神音・芳賀礼・桜田彩叶・出口結菜
- アンダー出演メンバー（初日メンバー休演時に出演したメンバー、カッコ内日付は初出演日）

隅野和奏（2024年6月19日）・坂下真心（2024年7月18日）・平山真衣（2024年7月23日）・和田海佑（2024年8月30日）・水田詩織（2024年10月30日）・青原和花（2025年3月30日）
- 楽曲ごとのセンター（2名記載はWセンター）[13]

1. OUR STORY （塩月希依音）
2. 青い春よ （塩月希依音）
3. 愛デンティティ （小嶋花梨）
4. ROUTE48 （上西怜・芳賀礼）
5. 君はエイリアン （上西怜）
6. チュッてギュッてグッと♡ （山本望叶・新澤菜央）
7. SPARK （塩月希依音）
8. 美しく激しく咲く （小嶋花梨）
9. 僕らはまだ （芳賀礼）
10. 脇役・学生Z （瓶野神音）
11. 天使のユートピア （坂田心咲）
12. 全部抱きしめろ! （川上千尋）
13. HOME～ずっと友達～ （小嶋花梨）

1. 繋ぎ歌～世界の国からこんにちは～ （小嶋花梨・山本望叶）
2. これが愛なのか? （塩月希依音・坂田心咲）
3. NMB48メドレー
  1.  恋を急げ （新澤菜央・桜田彩叶）
  2.  僕だけのSecret time （安部若菜・出口結菜）
  3.  僕以外の誰か （泉綾乃）
4. 永遠のメロディー （塩月希依音・坂田心咲）

- ユニット曲担当[13][14]

1. 君はエイリアン （上西怜・坂田心咲・芳賀礼・桜田彩叶）
2. チュッてギュッてグッと♡ （山本望叶・新澤菜央）
3. SPARK （塩月希依音・川上千尋・安部若菜・泉綾乃・瓶野神音・出口結菜）
4. 美しく激しく咲く （小嶋花梨）
5. 僕らはまだ （芳賀礼・小嶋花梨・上西怜・川上千尋・塩月希依音・坂田心咲）

## スタジオ収録CD
- 公演曲を公演メンバーがスタジオ収録したものである[26][27]。
- 2024年8月2日より、CDに収録される全曲が各配信サービスで先行配信された[28][29]。

### 収録メンバー
- 塩月希依音
- 坂田心咲
- 小嶋花梨
- 上西怜
- 川上千尋
- 山本望叶
- 安部若菜
- 泉綾乃
- 新澤菜央
- 瓶野神音
- 芳賀礼
- 桜田彩叶
- 出口結菜

### 収録曲
| #         | タイトル                                                                     | 作詞                     | 作曲                    | 編曲                | 時間  |
| --------- | ---------------------------------------------------------------------------- | ------------------------ | ----------------------- | ------------------- | ----- |
| 1.        | 「overture（NMB48 ver.）」                                                   |                          | 尾澤拓実                | 尾澤拓実            | 1:02  |
| 2.        | 「OUR STORY」                                                                | Carlos K.                | Carlos K.               | Carlos K.           | 4:15  |
| 3.        | 「青い春よ」                                                                 | Yuya Fujinaka            | Yuya Fujinaka           | Yuya Fujinaka       | 2:33  |
| 4.        | 「愛デンティティ」                                                           | 鈴木エレカ               | oni・鈴木エレカ         | oni                 | 3:32  |
| 5.        | 「ROUTE 48」                                                                 | Ayuka Miyake             | 田中マッシュ            | 田中マッシュ        | 4:17  |
| 6.        | 「君はエイリアン」(歌：上西怜・坂田心咲・芳賀礼・桜田彩叶)                   | JOE・Carlos K.           | JOE・今川トモミチ       | 今川トモミチ・JOE   | 3:58  |
| 7.        | 「チュッてギュッてグッと♡」(歌：山本望叶・新澤菜央)                          | ぶっ恋呂百花             | ぶっ恋呂百花            | ぶっ恋呂百花        | 3:44  |
| 8.        | 「SPARK」(歌：塩月希依音・川上千尋・安部若菜・泉綾乃・瓶野神音・出口結菜)    | 丸谷マナブ               | 丸谷マナブ              | 丸谷マナブ          | 3:37  |
| 9.        | 「美しく激しく咲く」(歌：小嶋花梨)                                           | Yuya Fujinaka            | Carlos K.               | 中野悟朗・Carlos K. | 3:26  |
| 10.       | 「僕らはまだ」(歌：芳賀礼・小嶋花梨・上西怜・川上千尋・塩月希依音・坂田心咲) | 山本彩                   | 山本彩・田中マッシュ    | 田中マッシュ        | 4:24  |
| 11.       | 「脇役・学生Z」                                                              | 鈴木エレカ               | 鈴木エレカ・pw.a        | pw.a                | 3:45  |
| 12.       | 「天使のユートピア」                                                         | Carlos K.                | Carlos K.・oni          | oni                 | 3:56  |
| 13.       | 「全部抱きしめろ!」                                                          | Carlos K.・Yuya Fujinaka | Carlos K.・oni          | oni                 | 3:56  |
| 14.       | 「HOME～ずっと友達～」                                                       | 秋元康・多田慎也         | 多田慎也                | 中野悟朗            | 4:29  |
| 15.       | 「繋ぎ歌～世界の国からこんにちは～」                                         | Carlos K./島田陽子       | T4K・Carlos K./中村八大 | T4K・Carlos K.      | 4:02  |
| 16.       | 「永遠のメロディー」                                                         | Akira Sunset・SoichiroK  | SoichiroK・Nozomu.S     | Soulife             | 4:18  |
| 合計時間: | 合計時間:                                                                    | 合計時間:                | 合計時間:               | 合計時間:           | 59:14 |

### メディアでの使用
OUR STORY
- ゲームアプリ『おに高 ころりんゲーム』（Clappers）テーマソング[31][32]

## 参考資料
- “NMB48が初のオリジナル公演「ここにだって天使はいる」－初日迎える　／大阪”. なんば経済新聞. (2013年11月19日) 2021年3月26日閲覧。
- “NMB48劇場オリジナル新公演『天使のユートピア』スタート!「NMB48もずっと進化し続けています」”. FANY Magazine (YOSHIMOTO). (2024年5月19日) 2024年5月19日閲覧。
- “ＮＭＢ４８が１０年半ぶりオリジナル公演　川上千尋「念願のポジション。１２年待ちました！」　大先輩の思いも胸にファンわかせた”. デイリー. (2024年5月14日) 2024年5月14日閲覧。
- “アイドルの「理想郷」へ NMB48が10年半ぶりオリジナル新公演”. 朝日新聞デジタル (2024年5月14日). 2024年5月14日閲覧。